# Marta Aponte Alsina
Marta Aponte Alsina (Cayey, Puerto Rico, 22 de noviembre de 1945) es una cuentista, novelista y crítica literaria puertorriqueña.

## Biografía y trayectoria
Estudió Literatura Comparada en la Universidad de Puerto Rico (Recinto de Río Piedras). En 1971 obtuvo una licenciatura (MA) en Planificación Regional en la Universidad de California-Los Ángeles (UCLA). En 1979, cursó estudios en la Universidad de Nueva York (NYU), donde obtuvo una licenciatura en Literatura Latinoamericana.
Fue Directora Ejecutiva de dos editoriales de su país: la Editorial del Instituto de Cultura Puertorriqueña y la Editorial de la Universidad de Puerto Rico. Además de escribir, continúa ejerciendo los oficios de editora y traductora.
Es miembro del Directorio de la Red de Escritoras Latinoamericanas (RELAT), organización fundada en 1998, con sede en Lima, Perú, y está afiliada a la Women's World Organization for Rights, Literature and Development. Es conductora de talleres de creación literaria.
En 2014, la Universidad de Puerto Rico (Río Piedras) le otorgó la cátedra Nilita Vientos Gastón, dentro del Programa Estudios de Mujer y Género.
Marta Aponte escribió casi sin querer la novela La muerte feliz de William Carlos Williams, como ella misma comentóː "Ese es uno de los libros que quería leer, sin reconocer el deseo hasta que me tropecé con el proceso. La novela se fue escribiendo a la par con mi lectura de los libros de Williams: su autobiografía, sus ensayos, su obra poética y, el más estimulante para mí, la biografía de la madre: Yes, Mrs. Williams, a Personal Record of My Mother". En la novela, se reúnen varias temáticasː "la mirada del extranjero, los lazos extendidos de la cultura puertorriqueña, la reescritura de textos canónicos y las voces de las mujeres". A través de la figura del poeta estadounidense William Carlos Williams y la relación con su madre, la artista puertorriqueña Raquel Hélene Rose Hoheb Hurrard, Aponte reescribió las relaciones entre los Estados Unidos y Puerto Rico.
Su novela PR3ː Aguirre, según el escritor Julio Ramos es "uno de los libros más complejos y fascinantes de Marta Aponte Alsina". Es un líbro híbrido en su forma, porque aúna el relato novelesco, el texto histórico, la diversidad de documentos como informes, el diario, selecciones de prensa y la entrevista.
Ha sido editora de libros y revistas, entre ellos la antología Narraciones puertorriqueñas, publicada por Fundación Biblioteca Ayacucho.

## Premios y reconocimientos
- 2014. Primera Cátedra Nilita Vientós Gastón, conferida por el Programa de Estudios de la Mujer y Género. Universidad de Puerto Rico, Río Piedras.

- 2010. Homenaje del Centro de Estudios Avanzados de Puerto Rico y el Caribe.

- 2008. Premio Nacional de Novela, 2007. PEN Club de Puerto Rico. Por: Sexto sueño.

- 2000. Premio del Instituto de Literatura Puertorriqueña, 1999. Por: La casa de la loca y otros relatos.

- 1997. Finalista. Premio Sor Juana Inés de la Cruz. Feria del Libro de Guadalajara. Por: El cuarto rey mago.

- 1971. Premio de la revista Sin Nombre. Por: "Notas para un estudio ideológico de las novelas de Manuel Zeno Gandía".

## Publicaciones

### Novela
- 2023 Borinquen Field. Editora Educación Emergente.

- 2022 Los botánicos alemanes. Cayey, Puerto Rico: Sopa de Letras.

- 2022 La muerte feliz de William Carlos Williams. Barcelona, España: Editorial Candaya.

- 2018. PR 3: Aguirre. (Novela híbrida, incluye entrevistas.) Cayey, Puerto Rico: Sopa de Letras.

- 2016. La muerte feliz de William Carlos Williams (primera edición latinoamericana). Querétaro, México: Calygramma.

- 2015. La muerte feliz de William Carlos Williams. Cayey, Puerto Rico: Sopa de Letras.

- 2013. Mr. Green (novela corta). México: Random House Mondadori, Serie Flash, 2013. Libro electrónico.

- 2012. Sobre mi cadáver (novela corta). San Juan: La secta de los perros.

- 2010. El fantasma de las cosas. San Juan: Terranova Editores.

- 2007. Sexto sueño. Madrid: Veintisiete Letras.

- 2004. Vampiresas. Caracas: Alfaguara.

- 1996. El Cuarto Rey Mago (finalista del Premio Sor Juana Inés de la Cruz, Feria del Libro de Guadalajara, 1997). Cayey, Puerto Rico: Sopa de Letras.

- 1994. Angélica furiosa. Cayey, Puerto Rico: Sopa de Letras.

### Cuento
- 2021 Desenlace: cuentos de fantasmas. Cayey, Puerto Rico: Sopa de Letras.

- 2005. Fúgate (relatos). Cayey, Puerto Rico: Sopa de Letras.

- 2001. La casa de la loca y otros relatos. México: Alfaguara.

- 1999. La casa de la loca (relatos). Cayey, Puerto Rico: Sopa de Letras.

### Ensayo
- 2022 Madre del fuego: ensayos. Cayey, Puerto Rico: Sopa de Letras

- 2015. Somos islas: ensayos de camino. Puerto Rico: Educación Emergente.

- 2011. “La patria líquida”. En: Revista 80 grados, 25 de febrero. En línea.

- 2010. "Sobre mi cadaver" (Un homenaje a lo clásico del suspenso)

- 2010. “El enigma resistente” (serie de ensayos sobre las novelas policiales de Muna lee y Maurice Guinness). Diálogo Digital, junio. En línea.

- 2009. “Tollinchi: la dorada y rotunda madurez”. En La Torre, revista de la Universidad de Puerto Rico, Año XIV, Núm. 51-52, enero-junio, 197-204.

- 2009. "Cuentos puertorriqueños". En: El síndrome Chéjov. 27 de abril de 2009. En línea.

- 2009. "Caminos de la sorpresa: Cartografía del Caribe". En: El Sótano 00931: Puerto Rico/República Dominicana (edición especial). Puerto Rico: Sótano Editores.

- 2004. “La figura del intérprete”. En: Frente a la torre, Editorial de la Universidad de Puerto Rico.

- 2003. “En torno al ancho mar de los sargazos”. En: Diálogo. Febrero. (Publicado también en la revista Tropo a la uña. Cancún.)

- 1999. “De la doncella que resucitó en el cuerpo de su enemigo”. En: Literatura e identidad ante el 98. Édgar Martínez Masdeu, editor. Cuadernos del 98, número 10, Editorial LEA, Ateneo Puertorriqueño, 1998-99.

- 1995. “Dos instituciones culturales puertorriqueñas del siglo XIX”. En. Revista del Ateneo Puertorriqueño, Año V, Números 13-14-15, enero-diciembre.

- 1994. “Culture and Identity: Periodical Literature in Puerto Rican Archives”. Trabajo de investigación en torno a las publicaciones periódicas de los puertorriqueños de Nueva York. Se realizó gracias a un subsidio para investigación del Recovering the U.S. Hispanic Literary Heritage Project, Universidad de Houston.

- 1982. “Póstumo interrogado: relectura de Tapia”. En: Tapia ayer y hoy, Universidad del Sagrado Corazón.

### Colaboraciones

#### Antologías
- 2018. "París 1878" (fragmento de La muerte feliz de William Carlos Williams. En A toda costa: narrativa puertorriqueña reciente, edición de Mara Pastor. México: Elefanta.

- 2016. "Fugas" (cuento del libro Fúgate). Revista Aurora Boreal. Número dedicado a autoras y autores de Puerto Rico. Dinamarca, 27 de marzo.

- 2015. "Versos pedestres". En Puerto Rico indócil: antología de cuentos puertorriqueños del siglo XXI, edición de Ana Belén Martín Sevillano. Sevilla: Algaida.

- 2012. "El invernadero del Dr. Pietri" (fragmento de la novela inédita El plan Tennessee). Tinkuy 18, Boletín de investigación y debate del Departamento de Literatura y Lenguas Modernas. Universidad de Montreal. Número especial dedicado a escritoras puertorriqueñas, editado por Ana Belén Martín Sevillano.

- 2011. “Violencia”. El mapa latinoamericano de nuestro futuro: 57 textos sobre la violencia en América Latina. Nuestra Aparente Rendición. Editado por Lolita Bosch. En línea.

- 2010. “La novela del mallorquín” (cuento). En Nuestra América, Revista de Estudios sobre la Cultura Latinoamericana, Núm. 8, Cultura Puertorriqueña, Universidad Fernando Pessoa, Oporto, Portugal, enero-julio, 299-303.

- 2004. Fragmento de El cuarto rey mago. En: Literatura puertorriqueña del siglo XX, editada por Mercedes López Baralt. Editorial de la Universidad de Puerto Rico.

- 2001. Fragmento de Angélica furiosa. En: Lenguaje y comunicación 12 , Serie Siglo XXI. Editorial Santillana.

- 2001. "Policiales que no he visto". En: Conversación entre escritoras del Caribe hispano. Sonia Rivera-Valdés, compiladora. Prólogo de Daisy Cocco de Filippis. Centro de Estudios Puertorriqueños, Hunter College, CUNY. Nueva York. (Actas de las conferencias del 4-5 de mayo de 1997 y 19-20 de noviembre de 1999).

- 1999. “Casa negra”. En: L@s nuev@s caníbales: Antología de la más reciente cuentística del Caribe hispano. Ediciones Unión (Cuba), Editorial Búho (República Dominicana), Editorial Isla Negra (Puerto Rico).

- 1998. “Versos pedestres”. En: Esas malditas mujeres: antología de cuentos de escritoras latinoamericanas contemporáneas. Angélica Gorodischer, editora. Rosario, Argentina: Ameghino Editora, 1998.